# Athikortteenleeuwerik
De athikortteenleeuwerik (Alaudala somalica athensis; synoniem: Calandrella athensis) is een vogel uit de familie van de leeuweriken (Alaudidae). Eerder werd deze vogel beschouwd als een aparte soort (Alaudala athensis) maar bij een taxonomische herziening in 2025 is het een ondersoort geworden van de Somalische kortteenleeuwerik.

## Verspreiding en leefgebied
Deze ondersoort komt voor in zuidelijk Kenia en noordelijk Tanzania.